# Du sable et des diamants
Pour plus de détails, voir Fiche technique et Distribution.
Du sable et des diamants (A Twist of Sand) est un film britannique réalisé par Don Chaffey, sorti en 1968.

## Synopsis
Ancien officier de la Royal Navy britannique, le capitaine Pierce effectue du trafic d'armes en Méditerranée à bord de son navire "l'Hirondelle" (apparemment le nom donné dans la version française du film, dans le roman initial de Geoffrey Jenkins, le navire s'appelait Etosha). Pierce échappe de peu à une arrestation en jetant à la mer sa cargaison.
Il est rejoint par son vieil ami Harry, également un "ancien" de la Royal Navy, et un ancien sous-marinier allemand, David, rescapé du naufrage de son U-Boote durant la guerre. Une femme se joint à eux, Julie, veuve d'un prospecteur d'une mine de diamants en Afrique australe. Elle connaît l'existence d'une importante quantité de diamants dissimulée dans l'épave d'un navire échoué sur la Côte des Squelettes dans l'Afrique du Sud-Ouest (aujourd'hui la Namibie). Après un long voyage jusque vers ce littoral désertique et dangereux, les personnages se déchirent pour la possession des diamants. Seulement deux d'entre eux survivront, tandis que les diamants disparaissent à jamais dans les eaux de l'Atlantique Sud.
Le film est la transposition d'un classique du roman d'aventures maritimes (en anglais "A Twist of Sand"), écrit par le Sud-Africain Geoffrey Jenkins (1901-2001) et publié en 1959. Le succès ne s'est jamais démenti depuis. La populaire actrice britannique Honor Blackman, Julie dans le film, est connue pour avoir été la protagoniste féminine de la version initiale de la série The Avengers (future série Chapeau melon et bottes de cuir en France). Elle a également été "Pussy Galore" dans "Goldfinger", le "James Bond" tourné en 1964.

## Fiche technique
- Titre : Du sable et des diamants
- Titre original : A Twist of Sand
- Réalisation : Don Chaffey
- Scénario : Marvin Albert d'après le roman homonyme de Geoffrey Jenkins
- Musique : Tristram Cary
- Photographie : John Wilcox
- Montage : Alastair McIntyre
- Production : Fred Engel
- Société de production : Christina Films
- Pays :  Royaume-Uni
- Genre : Aventure
- Durée : 90 minutes
- Dates de sortie : 
  -  Royaume-Uni : novembre 1968 (Londres)

## Distribution
- Richard Johnson : Geoffrey Peace
- Honor Blackman : Julie Chambois
- Jeremy Kemp : Harry Riker
- Peter Vaughan : Johann
- Roy Dotrice : David Carland
- Guy Doleman : Commandant du bateau-patrouilleur
- Jack May : Seekert
- Kenneth Cope : Officier supérieur
- Tony Caunter : Elton
- Clifford Evans (en) : Amiral Tringham